# Made of Scars
"Made Of Scars" - czwarty singel grupy Stone Sour pochodzący z jej drugiego albumu studyjnego Come What(ever) May. Teledysk przedstawia grupę grającą utwór w Electric Factory w Filadelfii.
Piosenka osiągnęła 12 miejsce na liście US Mainstream Rock Tracks.

## Lista utworów
1. "Made of Scars" (Edit) - 3:09
2. "Made of Scars" - 3:23